# Selina Freitag
Selina Alma Freitag (* 19. Mai 2001 in Erlabrunn) ist eine deutsche Skispringerin. Bei den Nordischen Skiweltmeisterschaften 2023 in Planica wurde sie im Teamspringen der Damen und im Mixed-Teamspringen Weltmeisterin.

## Werdegang
Freitag startete am 8. August 2016 zum ersten Mal im Rahmen eines Wettbewerbs in Klingenthal im Alpencup, wo sie auf Anhieb den zweiten Platz belegte. Es folgten weitere Starts im Alpencup, wobei sie einige weitere Top-10-Platzierungen erreichte und am 12. März 2017 einen Wettbewerb in Chaux-Neuve gewann.
Am 18. und 19. August 2017 debütierte Freitag in Oberwiesenthal im Continental Cup, wo sie den 21. und den 13. Platz belegte. Ihre beste Platzierung in einem Wettbewerb des Continental Cups war lange ein achter Platz am 21. Januar 2018 in Oberwiesenthal. Zwei Qualifikationsversuche für die Stationen des Skisprung-Weltcups 2017/18 im Januar 2017 in Hinterzarten und Oberstdorf scheiterten. Bei den Nordischen Junioren-Skiweltmeisterschaften 2018 im schweizerischen Kandersteg belegte sie den vierten Platz mit der Juniorinnen-Mannschaft und wurde 19. im Einzelwettbewerb.
Zur Saison 2018/19 nahm Freitag erstmals an den Wettbewerben des Skisprung-Grand-Prix 2018 teil. Sie debütierte am 28. Juli 2018 in Hinterzarten, wo sie mit einem 31. Platz nur knapp den zweiten Durchgang verpasste. Zwei Wochen später erreichte sie mit einem 28. Platz in Courchevel ihre ersten Grand-Prix-Punkte. In der Gesamtwertung belegte sie dadurch mit drei Punkten den 50. Platz. Am 14. Dezember 2018 konnte sie auf dem Tveitanbakken im norwegischen Notodden ihren ersten Continental-Cup-Sieg feiern. Bei den Nordischen Junioren-Skiweltmeisterschaften 2019 im finnischen Lahti gewann sie mit der Juniorinnen-Mannschaft – gemeinsam mit Jenny Nowak, Josephin Laue und Agnes Reisch – die Silbermedaille und mit dem Mixed-Team, zu dem auch Agnes Reisch, Luca Roth und Constantin Schmid gehörten, die Bronzemedaille. Im Einzelwettbewerb wurde sie disqualifiziert.
Beim Heimweltcup von der Schattenbergschanze in Oberstdorf am 16. Februar 2019 gab Freitag ihr Debüt im Weltcup. Mit einem 28. Platz holte sie damit gleichzeitig auch ihre ersten Weltcuppunkte.
Bei den Olympischen Winterspielen in Peking verpasste sie mit dem deutschen Mixed-Team gemeinsam mit Karl Geiger, Katharina Althaus und Constantin Schmid den zweiten Durchgang und wurde Neunte, nachdem Althaus wegen eines zu weiten Anzugs disqualifiziert wurde. Im Einzelwettbewerb von der Normalschanze wurde sie 22.
Nachdem Freitag am 10. Dezember 2022 in Titisee-Neustadt Platz drei mit dem Mixed-Team erreichte, feierte sie am 1. Januar 2023 beim Abschlussspringen des Silvester-Turniers in Ljubno mit Platz drei ihren ersten Einzel-Podestplatz im Weltcup.
Bei den Nordischen Skiweltmeisterschaften 2023 in Planica gewann sie gemeinsam mit Anna Rupprecht, Luisa Görlich und Katharina Althaus sowohl im Teamspringen der Damen als auch im Mixed-Teamspringen zusammen mit Karl Geiger, Katharina Althaus und Andreas Wellinger die Goldmedaille. Bei den Europaspielen 2023 gewann sie auf der Großschanze in Zakopane die Bronzemedaille.

## Erfolge

### Weltcupsiege im Team
| Nr. | Datum             | Ort         | Typ                      |
| --- | ----------------- | ----------- | ------------------------ |
| 1.  | 22. November 2024 | Lillehammer | Großschanze Mixed        |
| 2.  | 25. Januar 2025   | Yamagata    | Normalschanze Super Team |
| 3.  | 8. Februar 2025   | Lake Placid | Großschanze Mixed        |

### Grand-Prix-Siege im Team
| Nr. | Datum           | Ort         | Typ               |
| --- | --------------- | ----------- | ----------------- |
| 1.  | 8. Oktober 2023 | Klingenthal | Großschanze Mixed |
| 2.  | 6. Oktober 2024 | Klingenthal | Großschanze Mixed |

### Continental-Cup-Siege im Einzel
| Nr. | Datum             | Ort          | Typ           |
| --- | ----------------- | ------------ | ------------- |
| 1.  | 14. Dezember 2018 | Notodden     | Normalschanze |
| 2.  | 10. August 2024   | Hinterzarten | Normalschanze |

## Statistik

### Weltcup-Platzierungen
| Saison  | Platz | Punkte |
| ------- | ----- | ------ |
| 2018/19 | 54.   | 0003   |
| 2019/20 | 26.   | 0103   |
| 2020/21 | 37.   | 0043   |
| 2021/22 | 28.   | 0131   |
| 2022/23 | 05.   | 0958   |
| 2023/24 | 18.   | 0422   |
| 2024/25 | 02.   | 1293   |

### Grand-Prix-Platzierungen
| Saison | Platz | Punkte |
| ------ | ----- | ------ |
| 2018   | 50.   | 0003   |
| 2019   | 32.   | 0012   |
| 2021   | 27.   | 0052   |
| 2022   | 06.   | 0146   |
| 2023   | 15.   | 0114   |
| 2024   | 29.   | 0045   |

### Continental-Cup-Platzierungen
| Saison  | Platz | Punkte |
| ------- | ----- | ------ |
| 2017/18 | 24.   | 0092   |
| 2018/19 | 12.   | 0180   |
| 2019/20 | 66.   | 0036   |

## Kontroverse bei der Two-Nights-Tour in Garmisch-Partenkirchen 2024
Freitag berichtete in einem Interview zu Silvester 2024, sie habe für ihren Sieg in der Qualifikation der Two-Nights-Tour in Garmisch-Partenkirchen lediglich ein Set aus Duschcreme, Shampoo und vier Handtüchern erhalten – im Gegensatz zu ihren männlichen Kollegen, die 3000 Schweizer Franken (3200 Euro) erhielten. Diese Ungleichbehandlung sorgte für mediales Aufsehen und Kritik an Veranstaltern und dem Verband DSV. Sven Hannawald zeigte sich verärgert darüber: „Das ist natürlich einer Two-Nights-Tour nicht würdig. Da weiß ich nicht, warum man so was zulässt“. Der Sportdirektor des DSV, Horst Hüttel, bestätigte, dass aktuell kein Preisgeld vorgesehen und die kurzfristig organisierte Alternative unglücklich gewählt worden sei. Für die Zukunft würde man sich Gedanken machen, sagte er. Sowohl er als auch Sabrina Pieri, die Generalsekretärin des Organisationskomitees in Partenkirchen, verweisen aber auch auf die bisher erreichten Erfolge beim Damensport. Das fehlende Preisgeld wird mit dem mangelnden medialen Interesse und der fehlenden Bereitschaft der Sponsoren begründet. Im Gegensatz zur Vierschanzen-Tournee der Herren gibt es für die Damen weiterhin nur die kürzere Two-Nights-Tour, die organisatorisch auch zu verbessern sei, meinen Kritiker. Auch besteht der Sport für die Damen weitaus kürzer. In der Folge kündigte der Weltverband FIS Verbesserungen ab der Saison 2026/27 an. Ein gemeinsamer Wettbewerbskalender soll zur Aufwertung beitragen. Außerdem sollen Preisgelder angeglichen und mehr Gelegenheiten zum Skifliegen auf Großschanzen ermöglicht werden. Normal- und Kleinschanzen sollen dagegen dem Nachwuchs vorbehalten bleiben. Der Frauen-Bundestrainer, Heinz Kuttin, zeigte sich jedoch skeptisch. Da bei Olympischen Spielen und Weltmeisterschaften Kleinschanzen [sic] genutzt werden, sollten diese auch beim Weltcup erhalten bleiben.

## Privates
Selina Freitag ist die Tochter des ehemaligen DDR-Skispringers Holger Freitag und wuchs in Breitenbrunn/Erzgeb. mit zwei älteren Brüdern auf. Der jüngere dieser beiden Brüder ist Richard Freitag. Sie besuchte das Skiinternat Oberstdorf.

## Auszeichnungen
- 2020: Juniorsportler des Jahres des Deutschen Skiverbands[8]